# 龙州站
龙州站（朝鲜语：／ Ryongju yŏk */?）是朝鮮民主主義人民共和國平安北道龙川郡的一個鐵路車站，属于平义线。

## 邻近车站
平义线
内中站 - 龙州站 - 龙川站